# 디오구 모르가두
디오구 미겔 모르가두 소아레스(포르투갈어: Diogo Miguel Morgado Soares, 1981년 1월 17일 ~ )는 포르투갈의 배우이다.